# Katjessmalvleugelmot
De katjessmalvleugelmot (Batrachedra praeangusta) is een vlinder uit de familie smalvleugelmotten (Batrachedridae). De naam Ornix turdipennella is een synoniem voor deze naam en onder die naam is dit de typesoort voor het geslacht Batrachedra.

## Herkenning
De vlinder heeft een spanwijdte tussen de 12 en 14 millimeter. Op het eerste gezicht kan deze soort worden verward met de lichte dikkopmot (Scythris limbella), maar de fijnere en scherpere tekening is onmiskenbaar. De vliegtijd is in mei en juli, de vlinders vliegen na zonsondergang en komen op licht.

## Waardplant
De katjessmalvleugelmot heeft witte abeel (populus alba), ratelpopulier (populus tremula) en wilg (salix) als waardplanten. De rups leeft in de vrouwelijke katjes van de waardplant en later in de knoppen. De verpopping vindt plaats in onregelmatigheden in de bast.

## Verspreiding
De katjessmalvleugelmot komt verspreid over Europa voor, met uitzondering van de Balkan. De soort is in Nederland vrij algemeen en in België vrij zeldzaam en komt vooral voor in bossen, maar ook in parken met voldoende populieren of wilgen.